# Sprawa diabelskiej stopy
Sprawa diabelskiej stopy (ang. The Adventure of the Devil’s Foot) – opowiadanie Arthura Conana Doyle’a o przygodach Sherlocka Holmesa. Pierwsza publikacja w „The Strand Magazine” w grudniu 1910 (ilustrator Gilbert Halliday), następnie w tomie Jego ostatni ukłon (1917). Na liście najlepszych przygód Holmesa ułożonej przez Conana Doyle’a zajmowało miejsce dziewiąte.
Inne tytuły w tłumaczeniach: Czarcia stopa, Diabelska noga lub Diabelskie Kopyto.
Podobnie jak w opowiadaniu Dziedzice z Reigate doktor Watson nakłania Holmesa do wyjazdu na urlop, by odpoczął od rozwiązywania zagadek. Przybywają do Poldhu na wybrzeżu Półwyspu Kornwalijskiego. Wkrótce następuje tragiczne zdarzenie. Panna Brenda Tregennis w trakcie nocnej gry w karty z braćmi umiera ze śladem przerażenia na twarzy, dwaj jej bracia zostają odwiezieni do szpitala z objawami choroby psychicznej. Nazajutrz w swym pokoju odnaleziony zostaje martwy, z podobnym wyrazem twarzy, trzeci brat Mortimer Tregennis. Miejscowy pastor pyta, czy to diabelska sprawka.
Holmes pobiera proszek z pochłaniacza dymu na kloszu lampy w pokoju Mortimera. Razem z Watsonem podgrzawszy ów proszek przeprowadzają eksperyment, wdychając trujący opar, przeżywają koszmarne wizje, w porę wybiegają z pomieszczenia na świeże powietrze. Mają do czynienia z korzeniem zachodnioafrykańskiej rośliny nazywanej nogą diabła. Detektyw ustala, że sprawcą tragedii był Mortimer, pokłócony z rodziną z powodu podziału majątku. Jego zaś z zemsty uśmiercił w ten sam sposób mężczyzna kochający Brendę. Holmes wysłuchawszy opowieści mściciela postanawia zachować wyniki śledztwa w tajemnicy, podobnie jak w przygodach Tragedia w Boscombe Valley i Abbey Grange.
Ekranizacje:
- 1921 – Eille Norwood (Holmes), Hubert Willis (Watson)[2]
- 1965 – Douglas Wilmer (Holmes), Nigel Stock (Watson)[3]
- 1988 – Jeremy Brett (Holmes), Edward Hardwicke (Watson)[4]

W serialu Sherlock Holmes i doktor Watson do wątku trujących oparów nawiązano w odcinku 18 Wieża Śmierci (The Case Of The Deadly Tower), w tej wersji zamiast kadzidła są świece.